# Licínio Rangel

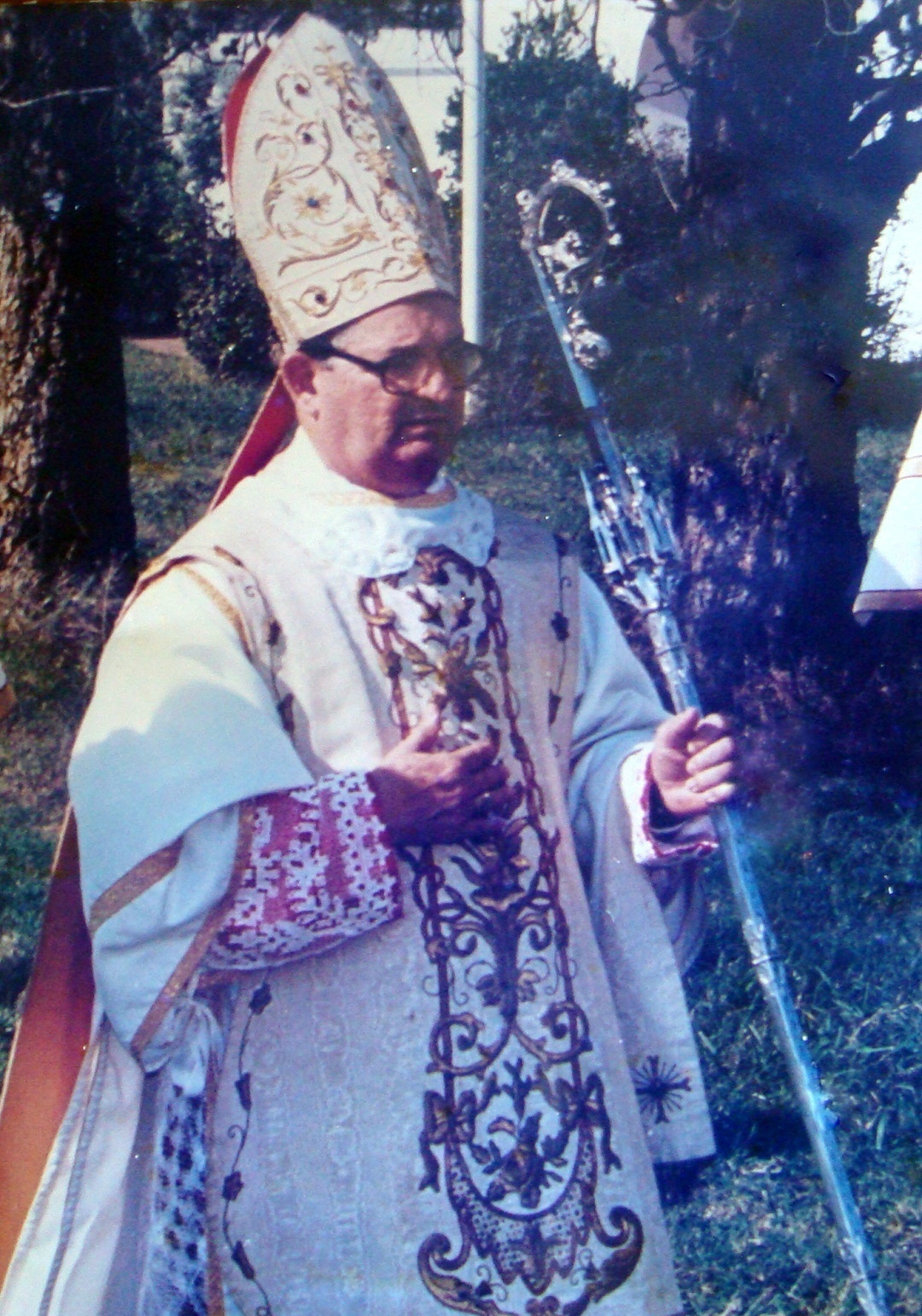
Licínio Rangel

Licínio Rangel (* 5. Januar 1936 in Campos, Brasilien; † 16. Dezember 2002 in Rio de Janeiro) war ein römisch-katholischer Bischof.

## Leben
Rangel empfing am 24. September 1967 die Priesterweihe von Bischof Antônio de Castro Mayer. Durch Bernard Tissier de Mallerais wurde er ohne päpstliches Mandat am 28. Juli 1991 in São Fidelis in Rio de Janeiro zum Bischof für die Priestervereinigung St. Johannes Maria Vianney geweiht; Alfonso de Galarreta und Richard Williamson waren Mitkonsekratoren. Er wurde Nachfolger von Antônio de Castro Mayer als Vorsitzender und Superior der Priestervereinigung St. Johannes Maria Vianney.
Auch nach seiner Konsekration blieb Rangel der Priesterbruderschaft St. Pius X. verbunden. 1992 weihte er deren Absolventen zu Priestern.
Ende 2000 handelte Licínio Rangel mit dem Heiligen Stuhl die Modalitäten einer Rückkehr der „Vereinigung vom hl. Johannes Maria Vianney“ (SSJV) und ihrer 25 Priester in die volle Gemeinschaft der Römisch-katholischen Kirche aus. Dazu gehörte, dass die Vereinigung kirchenrechtlich am 18. Januar 2002 als Apostolische Personaladministration auf dem Territorium der Diözese Campos errichtet wurde. Ende 2001 wurde Rangels Exkommunikation aufgehoben, er selbst zum Titularbischof von Zarna ernannt und zum ersten Apostolischen Administrator bestimmt.
Wegen schwerer Erkrankung erhielt er am 28. Juni 2002 einen Bischofskoadjutor in der Person des zum Titularbischof von Cedamusa ernannten Fernando Areas Rifan. Dieser wurde am 18. August 2002 von Kardinal Castrillón Hoyos und Licínio Rangel nach dem Pontificale Romanum in seiner 1962 gebrauchten Fassung zum Bischof geweiht und folgte Rangel nach dessen Tod als Apostolischer Administrator nach.
Licínio Rangel starb über 3 Wochen vor seinem 67. Geburtstag in Rio de Janeiro.